# Acanthogonatus tolhuaca
Acanthogonatus tolhuaca is een spinnensoort in de taxonomische indeling van de bruine klapdeurspinnen (Nemesiidae).
Acanthogonatus tolhuaca werd in 1995 beschreven door Goloboff.